# Euphaedra eleus
Euphaedra eleus är en fjärilsart som beskrevs av Dru Drury 1782. Euphaedra eleus ingår i släktet Euphaedra och familjen praktfjärilar. Inga underarter finns listade i Catalogue of Life.